# Prisma de Dove

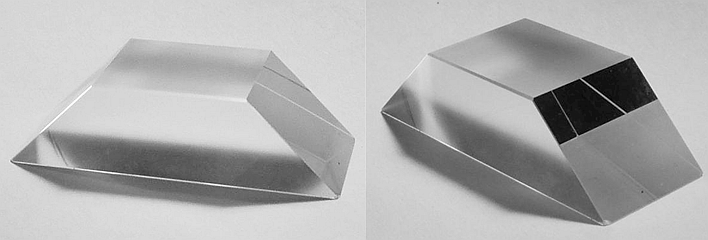
Prisma de Dove

Un prisma de Dove es un tipo de prisma óptico reflectivo empleado para invertir una imagen. Su nombre se debe a su inventor, Heinrich Wilhelm Dove. Consiste en un prisma triangular en ángulo recto truncado. La luz al entrar por uno de los extremos se refleja en la faceta del fondo por un proceso de reflexión interna total y sale por la opuesta. Dado que la imagen sólo se refleja una vez ésta, además de rotarse 180° se invierte.
Una particularidad de estos prismas es que al rotarlos sobre su eje longitudinal la imagen transmitida rota el doble que el prisma, de manera que pueden hacer rotar un haz de luz a un ángulo arbitrario, lo que los hace útiles en aplicaciones como interferometría, astronomía y reconocimiento de formas.